# Macrocarpaea apparata
Macrocarpaea apparata J.R.Grant & Struwe, 2003 è una pianta della famiglia Gentianaceae endemica dell'Ecuador.

## Etimologia
L'epiteto specifico apparata  deriva dal verbo to apparate che nei libri di Harry Potter descrive il potere magico di scomparire per riapparire in un diverso luogo. La scelta è stata così spiegata dai due studiosi: "Quando per la prima volta abbiamo trovato questa nuova specie, abbiamo potuto trovare solo esemplari sterili. Dopo aver cercato per tutto il pomeriggio, e solo poco prima crepuscolo, abbiamo finalmente trovato diverse piante fiorite che sembrava si fossero 'materializzate' di fronte a noi, saltando fuori dal nulla".